# بروکن باو (اکلاهما)
بروکن باو(به انگلیسی: Broken Bow) شهری در ایالت اکلاهما کشور ایالات متحده آمریکا است که جمعیت آن در سرشماری سال ۲۰۱۰ میلادی، ۴٬۱۲۰ نفر بوده‌است.